# Robert Arnauld d'Andilly
Vous lisez un « bon article » labellisé en 2008.
Pour les articles homonymes, voir Arnauld, Famille Arnauld et Andilly.
Robert Arnauld d’Andilly, né le 28 mai 1589 à Paris et mort à l'abbaye de Port-Royal des Champs le 27 septembre 1674, était un conseiller d’État, spécialiste des questions financières, proche de Marie de Médicis. Par l'élégance de sa langue, il figure parmi les grands poètes, écrivains et traducteurs du français classique au XVIIe siècle. Fervent catholique, il a joué un rôle important dans l'histoire du jansénisme, et fut l'un des Solitaires de Port-Royal des Champs. Passionné d'arboriculture, il s'est illustré également dans le développement de l'art de tailler les arbres fruitiers.

## La jeunesse (1589-1613)
Robert Arnauld est l'aîné des vingt enfants de l’avocat Antoine Arnauld, procureur général de Catherine de Médicis, et de Catherine Marion. Il est à la tête d’une prestigieuse et nombreuse fratrie, qui compte parmi ses membres Jacqueline (future mère Angélique), Henri, qui sera évêque d’Angers, ou encore le docteur de Sorbonne, Antoine, dit « le grand Arnauld ». Les Arnauld sont une importante famille de robe originaire de Basse-Auvergne arrivée à Paris au milieu du XVIe siècle et anoblie en 1567. Un moment protestante, opposée à la Ligue, la famille est concernée par le questionnement religieux qui marque le début du siècle. Au XVIIIe siècle, l'Encyclopédie méthodique écrivait « la famille des Arnauld fut contre les jésuites, ce que la famille de Barca, Amilcar, Annibal & Asdrubal fut contre les Romains ».
Pourvu d’une solide éducation humaniste, il a pour précepteur le fils de Denis Lambin, grand érudit de la Renaissance, avant d’être formé par son oncle Claude Arnauld, trésorier général de France. Promis à une brillante carrière politique, Robert entre à seize ans au service d’un autre oncle paternel, l’intendant des finances Isaac Arnauld.

### La «Journée du Guichet»

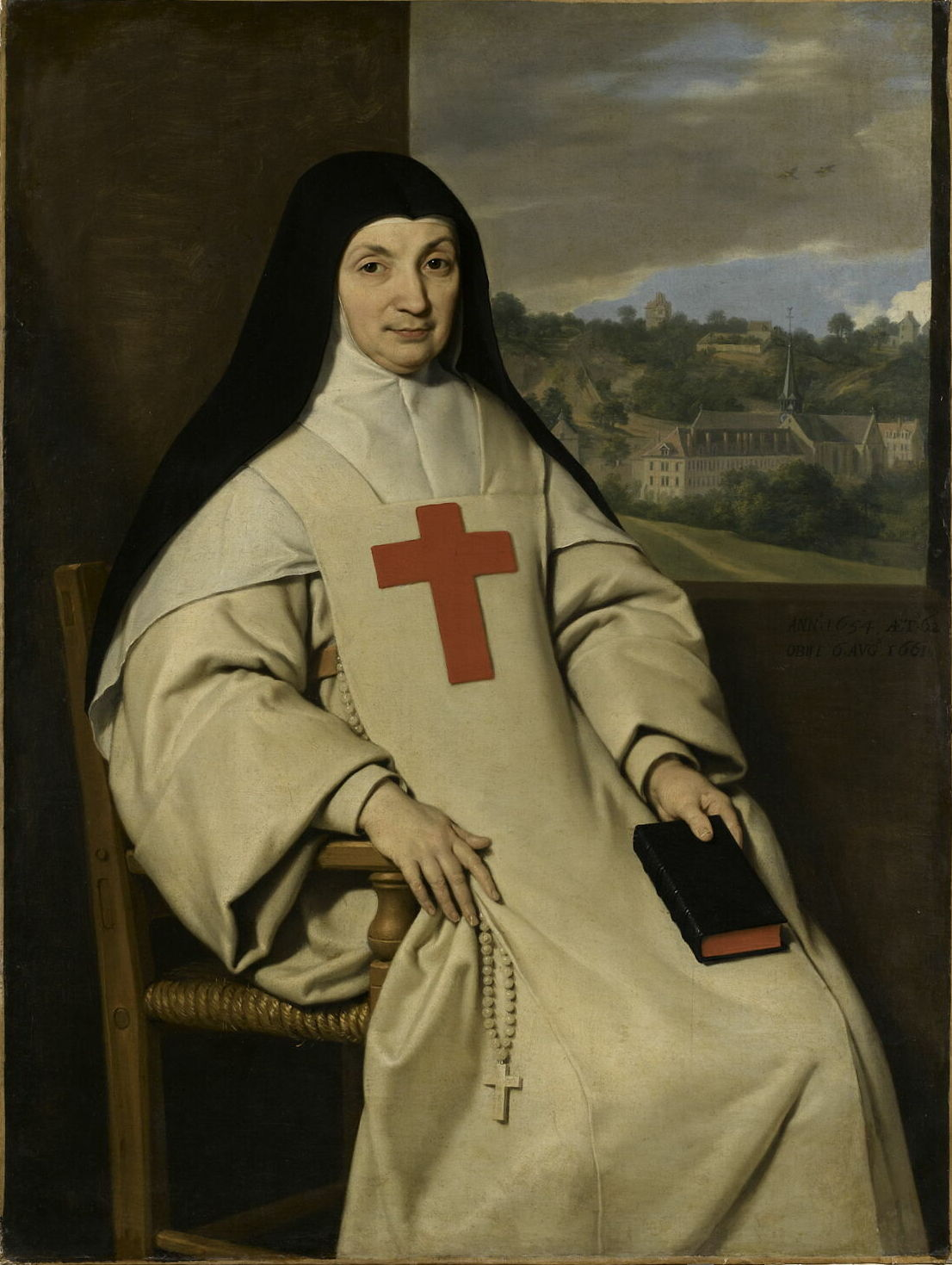
La mère Angélique Arnauld. Portrait de Philippe de Champaigne

Port-Royal des Champs faisait depuis fort longtemps partie des préoccupations de la famille Arnauld, qui avait à grands frais relevé l’abbaye des ruines dans lesquelles les avaient mises les guerres de religion. Grâce à des dispenses fournies par le pape Alexandre VII, Antoine, père de Robert, avait réussi en 1599 à faire nommer coadjutrice de l’abbesse l’une de ses filles, Jacqueline, alors âgée de sept ans – pratique courante dans l’Église du XVIIe siècle. Neuf ans plus tard, contre l’avis de ses parents, celle-ci - devenue en religion mère Angélique - entreprit de réformer son monastère et de restaurer la règle de saint Benoît dans toute sa rigueur ; en quelques années, elle imposa à sa maison la séparation du monde, la communauté des biens, le silence, l’abstinence de viande, l’habit pauvre, le travail manuel ou encore la veille de nuit. Le monastère, longtemps tolérant aux mœurs dissolues, devint un fer de lance de la Réforme catholique en France, et fit l’admiration de Bérulle comme de saint François de Sales.
L’une des mesures les plus emblématiques, prise d’emblée par la mère Angélique, est le rétablissement de la clôture, qui occasionne une scène spectaculaire connue sous le nom de « Journée du Guichet », le 25 septembre 1609. Ce jour-là, Jacqueline refuse l’ouverture des portes à sa famille, venue comme à l’accoutumée lui rendre visite. Antoine Arnauld (1560-1619) se fâche, mais, à en croire Tallemant, c’est Robert qui montre le plus d’irritation :
« Il [d’Andilly] commença à le prendre d’un ton encore plus haut, et à dire ce que les autres ne disaient pas et ce que la passion peut suggérer dans ces rencontres à un fils qui croit agir avec d’autant plus de justice qu’il ne venge pas sa propre injure, mais celle d’un père offensé, en apparence, par sa propre fille. Après l’avoir appelé un monstre d’ingratitude, et une parricide qui répondrait devant Dieu de la mort de son père, qu’elle ferait mourir de regret d’avoir élevé avec tant d’amour une fille qui le traitait de la sorte, il commença à s’en prendre aux religieuses, à les appeler, à les conjurer de ne pas souffrir de permettre qu’une personne à qui elles avaient tant d’obligation souffrît cet affront chez elles. Il chercha ensuite l’appui de sa sœur Agnès [elle aussi sœur cadette de Robert et religieuse à Port-Royal] qu’Angélique avait laissé sortir. Mais elle aussi rappela à son frère les recommandations du Concile de Trente. Sur quoi il s’écria: ‘Oh, vraiment, nous en tenons ! En voilà encore une qui se mêle de nous alléguer les canons et les conciles ! (Tallemant des Réaux, Historiettes). »
Les nerfs de Mère Angélique ne résistent pas à cet échange trop vif, et elle s’évanouit. Bouleversé, d’Andilly se précipite pour chercher du secours et oublie aussitôt sa fureur. Revenu de ses fougueux emportements, il ne tarde pas à se réconcilier avec sa sœur, et ne peut résister à son charisme : elle l’amène, avec toute sa famille, à la suivre avec ferveur dans la voie de la « conversion », et il devient bientôt l’un des soutiens inébranlables du monastère.

### L'entrée au conseil d'État

Le nonce Guido Bentivoglio, devenu Cardinal, par Antoine Van Dyck. Huile sur toile conservée au Palazzo Pitti.

À partir de 1611, grâce à la protection de la reine-mère Marie de Médicis, Robert Arnauld d'Andilly assiste au Conseil d'État, aux côtés de Nicolas de Neuville de Villeroy, Nicolas Brûlart de Sillery, Pierre Jeannin, Concino Concini et son épouse Léonora Dori, le Père Coton, Louis Dolé et l'ambassadeur d'Espagne et le nonce Guido Bentivoglio. C'est ce dernier qui, en 1621, emmènera Henry, le frère de Robert, lors de son retour à Rome, lui ouvrant la voie à la carrière épiscopale. Pendant ce voyage, Robert Arnauld défend les intérêts du Nonce en France.
Âgé de vingt-quatre ans, en 1613, Robert Arnauld fait un mariage avantageux avec Catherine Le Fèvre de la Boderie (1598-1637), âgée de quatorze ans et issue d’une famille normande de petite noblesse (illustrée par le poète et orientaliste Guy Le Fèvre de La Boderie). Son père, Antoine de la Boderie, a été secrétaire d'ambassade à Rome, ambassadeur en Flandre, chargé de mission en Angleterre, enfin membre du Conseil des finances. Robert Arnauld lui sera très attaché. C’est par sa femme qu’il entre en possession du domaine d'Andilly, qu'il revend rapidement. Il réside aussi fréquemment dans une propriété de Pomponne, qui appartient alors au demi-frère de sa femme et qui laissera son nom à leur second fils Simon Arnauld de Pomponne, né cinq ans après leur mariage, et deux ans après son aîné, Antoine Arnauld. La mariée apporte également ses terres de Chelles et des Briottes, ainsi que diverses rentes.

## Le courtisan et l'administrateur (1613-1626)
La mort de Henri IV accélère son ascension, dans l’ombre de son protecteur et grâce à la faveur de Marie de Médicis. D'août 1615 à mai 1616, alors que cette dernière traverse le royaume avec le jeune roi Louis XIII et sa sœur Élisabeth pour leur double mariage avec les héritiers du trône d'Espagne, la régente confie la gestion des affaires de Paris à Isaac Arnauld. En tant que son premier commis, c'est Robert Arnauld d'Andilly qui rédige les actes officiels. Cela lui vaudra, au retour, de recevoir une pension royale. S’il ne prend pas la succession de son oncle à la mort de ce dernier, en 1617 — peut-être en raison de l'hostilité du duc de Luynes, favori de Louis XIII, il devient néanmoins conseiller d’État le 9 mars 1618, avec 2 000 livres de gages.

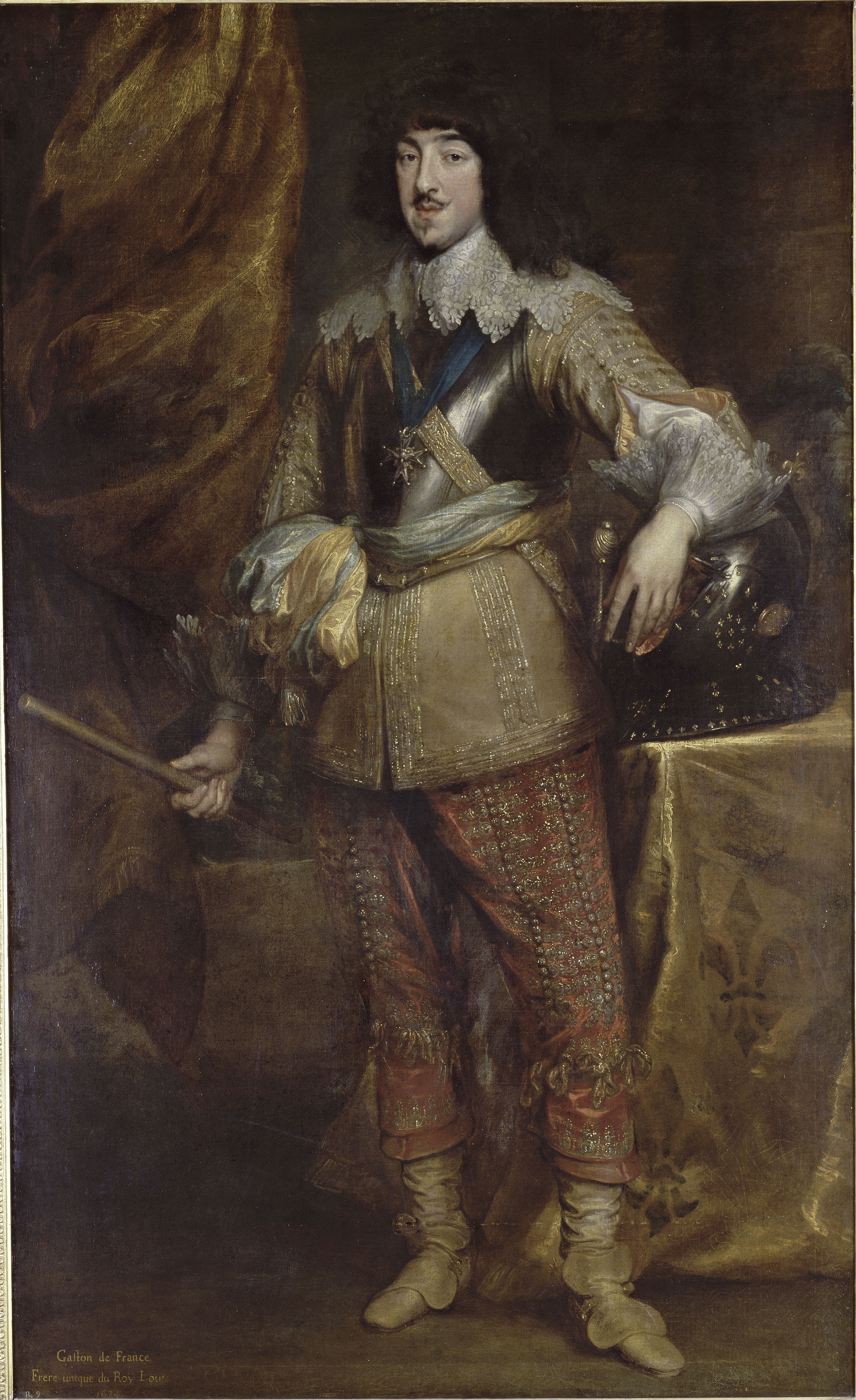
Portrait de Gaston d’Orléans, par Antoine Van Dyck. Huile sur toile.

Chargé d'apurer les comptes des gardes suisses du maréchal de Bassompierre, il parvient à faire réaliser une économie de 100 000 livres au Trésor, mais s'attire l'inimitié de l'ambassadeur de France en Suisse Pierre de Castille, gendre du surintendant des finances, le président Jeannin. Il est ensuite l'un des commissaires chargés du procès de Claude Barbin, bien qu'il eût de la sympathie pour lui. Expert en matières financières, Robert Arnauld devient ensuite premier commis du nouveau surintendant des finances, M. de Schomberg, qui succède au président Jeannin.
Accompagnant le roi dans son expédition guerrière contre le soulèvement des Huguenots du Midi, en 1620, il est présent lors des négociations entre le roi et la reine mère qui suivirent la bataille des Ponts-de-Cé. À cette occasion, il rencontre l'abbé de La Cochère, Sébastien Le Bouthillier — dont Robert connaît bien le frère, Claude. Il lui présente l'un de ses amis, l’abbé de Saint-Cyran, un proche de Jansenius. Cette rencontre aura un caractère décisif pour Robert Arnauld. Elle scelle également, sans le vouloir, le destin de l'abbaye de Port-Royal des Champs : en 1623, il provoque la rencontre décisive entre sa sœur et l’abbé de Saint-Cyran, qui ne tarde pas à prendre un irrésistible ascendant sur la Mère Angélique et sur les religieuses, et sera choisi, en 1633, pour être confesseur de l’abbaye.
En janvier 1622, Robert Arnauld profite d'un voyage à Lyon pour faire une autre rencontre, celle de François de Sales, quelques jours avant sa mort. À son retour, le roi lui propose la survivance de la charge de secrétaire d'État de Monsieur de Sceaux, en échange de 100 000 livres de rente à verser aux héritiers. Dans ses Mémoires, il écrira plus tard qu'il n'en avait aucun regret, étant opposé au principe même de la vénalité des charges - thème qu'il développe effectivement dans ses écrits politiques.
En 1623, il obtient la charge enviée d’intendant général de la maison de Gaston d’Orléans, frère du roi et grand conspirateur. Robert Arnauld intrigue pour remplacer Jean-Baptiste d'Ornano, le favori de Monsieur et il est lui-même inquiété lorsque celui-ci, compromis dans la conspiration de Chalais - est embastillé en 1626, Robert Arnauld semble avoir été impliqué dans ce complot visant à empêcher le mariage de Gaston d'Orléans avec Mademoiselle de Montpensier : la reine mère prenait au sérieux le risque que le couple ait un enfant avant celui de Louis XIII, au moment même où la santé de ce dernier se révélait fragile. Le rôle exact de Robert est discuté, et ce dès son vivant : il semble bien que Saint-Cyran et lui aient contribué à la chute de d'Ornano, en dénonçant à la reine mère les contacts discrets pris par d'Ornano avec l'Angleterre et la Savoie. Dès lors, Gaston, le tenant pour un traître, veut l’éloigner, et Richelieu, qui avait pourtant songé à le faire secrétaire d'État aux Affaires étrangères, accède à sa demande. Pendant sa défaveur, l’aîné des Arnauld se retire dans ses terres d’Andilly et de Pomponne, où il s’adonne à l’écriture de Recueils d’État et surtout à l’arboriculture et au jardinage, une passion qu'il conserve jusqu'à la fin de ses jours.

## Première retraite et retour aux affaires (1626-1644)

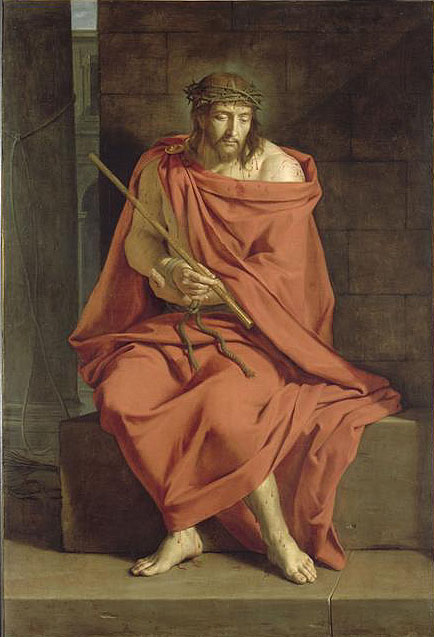
Ecce Homo, de Philippe de Champaigne. Huile sur toile.

C’est au temps de sa disgrâce que, mettant à profit l’otium auquel le contraignait son congé forcé des affaires de l’État, il se découvre un talent pour la poésie religieuse : il fait paraître en 1628 cinquante-huit Stances pour Jésus-Christ dans lesquelles il relate la vie de Jésus jusqu’à sa Passion sur la croix. Six ans plus tard, et alors que d’Andilly est au plus fort de sa « période mondaine », l’expiration du privilège est l’occasion d’une refonte totale de ce livre : revues et augmentées, les Stances deviennent le Poème sur la Vie de Jésus-Christ, dans lequel l’auteur s’emploie à raconter l’existence du Sauveur, en une fresque de cent neuf dizains d’alexandrins qui embrassent les mystères de la Chute, de l’Incarnation et de la Rédemption. La versification est extrêmement subtile, et bien souvent il ne reste des stances originales que quelques mots ; l'influence de la poétique de Malherbe, que Robert Arnauld cherche à dépasser, et de son ami Gomberville, sont sensibles dans ce travail de réécriture.
L’aîné de « l’éloquente famille », ainsi qu’on qualifiait les Arnauld, s’il est tour à tour ministre et jardinier, consacre aussi beaucoup de temps aux travaux de l’esprit : son œuvre de poète et de traducteur fait l’admiration de ses contemporains. Il est l’ami des plus belles plumes de son temps, qui le regardent comme un égal et comme un maître : Jean Lesaulnier note ainsi que « Balzac et Chapelain échangent […], pendant des années, des informations sur les vers d’Arnauld d’Andilly » ; l’auteur de la Pucelle tient ce dernier en si haute estime qu’il sollicite son conseil au moment de publier son épopée. Il n’eût tenu qu’à lui d’entrer à l’Académie française naissante, mais il décline par deux fois, en 1635 et 1638, les offres que lui fait Richelieu - sans doute lui tient-il toujours rancune de son exil.
D’Andilly manifeste à plusieurs reprises, à l’occasion de pièces de circonstance, sa virtuosité à versifier. Habitué de l’hôtel de Mme de Rambouillet, il participe à la Guirlande de Julie (1631), pour laquelle il compose un madrigal, « Les lys ». Ses manuscrits révèlent de nombreuses pièces restées inédites, qu'il n'a cessé d'écrire tout au long de sa vie : vers latins et français, pièces amoureuses et mythologiques dont une « Plainte de la déesse de Philipsbourg et Harangue du Dieu du Rhin pour la consoler », sonnets et madrigaux, satires et autres traductions latines. Conservées à la bibliothèque de l'Arsenal, ces pièces n'ont pas encore trouvé d'éditeur.

### Retour au monde (1634)

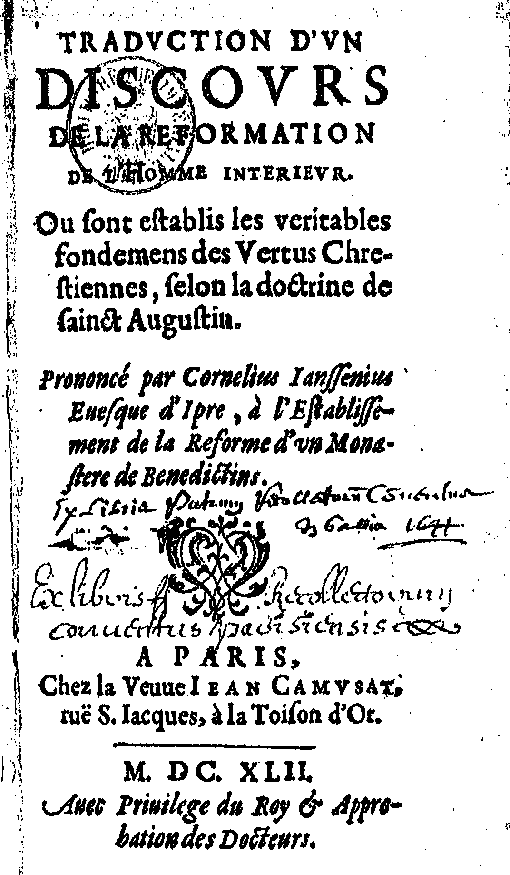
Page de garde d'un livre de Jansenius, traduit du latin par Robert Arnauld d'Andilly, 1642, portant plusieurs ex-libris dont celui des Récollets de Paris.

Cette première retraite, si elle peut lui faire prendre conscience des vicissitudes des fortunes humaines, n’est pas définitive : Robert retrouve les allées du pouvoir en 1634, lorsque Richelieu lui offre l’intendance de l’armée du Rhin, commandée par les maréchaux de Brézé et La Force. Il se démet néanmoins de cette charge l'année suivante, pour une raison qui reste inconnue. Ce retour en grâce marque l’apogée de son existence mondaine : habitué des salons, en particulier celui de la duchesse de Liancourt, fille de M. de Schomberg, lié avec toute la haute société, il a l’oreille de la reine Anne d’Autriche.
Accusé de comploter contre sa patrie au profit des Espagnols et soupçonné d’hérésie, son ami Saint-Cyran s’attire les foudres de Richelieu qui le fait emprisonner en 1638. Robert Arnauld le visite chaque jour dans sa prison, grâce à l'intercession de Marie-Madeleine de Vignerot du Plessis, duchesse d'Aiguillon auprès de son oncle le cardinal ; Saint-Cyran ne sera libéré qu’au printemps 1643, après la mort du cardinal, pour mourir quelques mois plus tard, léguant son cœur à Robert Arnauld.
En 1642, Robert Arnauld d'Andilly obtient de Louis XIII que son fils Simon Arnauld de Pomponne soit nommé intendant de la place forte de Casal, dans les collines du Montferrat. Le Montferrat est alors un enjeu important pour le contrôle de l'Italie du nord.
En cette même année 1642, alors qu’il se prépare à quitter le tourbillon des vanités humaines, l’aîné des Arnauld publie encore des Stances sur diverses vérités chrétiennes, recueil formé de deux cent trente-trois dizains d’alexandrins illustrant chacun un titre en forme de maxime. Ces stances, écrites à l’instigation ou du moins avec le soutien de Saint-Cyran, sont comme une direction spirituelle versifiée inspirée par l’œuvre et la pensée du prisonnier de Vincennes, que d’Andilly s’emploie par là à vulgariser. Il y prêche un christianisme sombre et sévère, centré sur la pénitence, la prédestination et la nécessité de la grâce, et y vitupère le laxisme moral de son époque. Il réunit ses poèmes en 1644, dans un livre intitulé Œuvres chrétiennes.

### Le «Mémoire pour un souverain» (1643)
En 1643, Anne d’Autriche songe à lui confier l’éducation du jeune Dauphin. C'est sans doute à cette occasion qu'il écrit son Mémoire pour un souverain, dont deux copies manuscrites sont conservées à la Bibliothèque de l'Arsenal. On y trouve un véritable programme politique : interdiction des duels, bannissement du luxe, abolition de la vénalité des charges, attribution des bénéfices ecclésiastiques à des « hommes de sçavoir et de piété » exclusivement, meilleure répartition de la fiscalité. La surintendance de la maison du roi ne lui fut pas attribuée : elle échut à Mazarin. Sur la question des duels, il put mettre son programme en application, puisqu'il fut chargé en 1643 de la rédaction d'un décret les interdisant. Ce texte n'eut pas plus d'effet que les précédents.
Courtisan élégant, « généreux » et ardent comme on savait l’être sous Louis XIII, ami universel, il est l’un des hommes les plus en vue du règne. Toutefois, au milieu des années 1640, alors que son étoile brillait au firmament de la vie politique et sociale, et sans être, comme il l’avait été par le passé, victime d’aucune cabale, il se lasse peu à peu des fastes de la cour et décide de tout quitter pour se retirer « au désert »  : en décembre 1644, il fait ses adieux à la reine et part vivre en « hermite » dans les parages de l’abbaye de Port-Royal.

## Le solitaire (1644-1653)

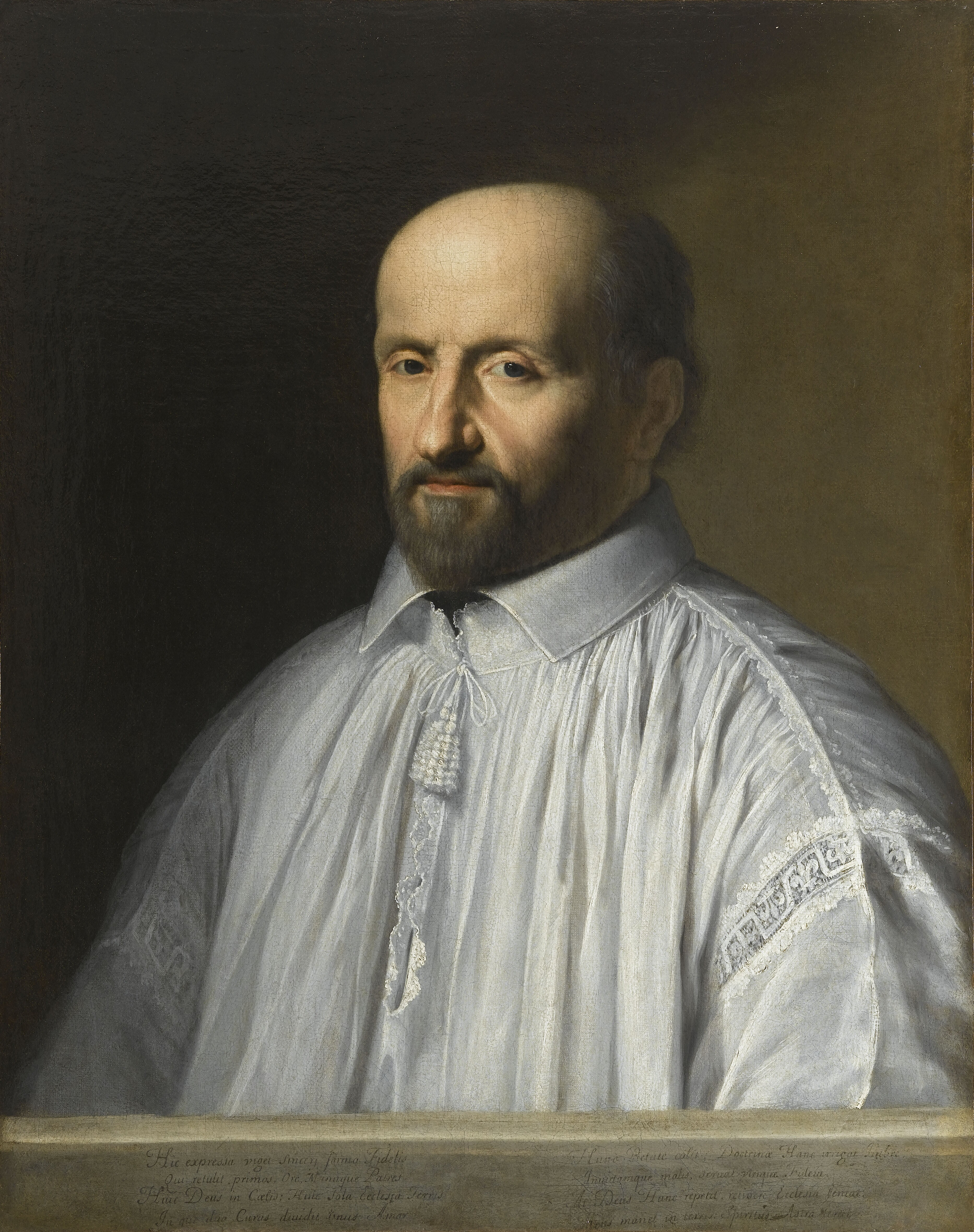
Portrait de Jean Duvergier de Hauranne, abbé de Saint Cyran (1581-1643) par Philippe de Champaigne (1602-1674), Huile sur toile (73 × 58 cm) - Musée de Grenoble. Toile acquise par le musée en 1823.

La mort de sa femme (1637), puis celle de son directeur et ami Saint-Cyran (1643), qu’il visitait chaque jour dans sa prison et dont il édita la correspondance, déterminent peu à peu d’Andilly à se déprendre des séductions de la cour et à opter pour une retraite dans la solitude, loin du monde et du bruit, à l’ombre d’un monastère cher à son cœur. La maison des Champs était alors inhabitée : les religieuses, qui succombaient à la fièvre des marais, avaient préféré quitter la vallée de Chevreuse et résidaient maintenant à Paris, au faubourg Saint-Jacques. Devenu à Port-Royal des Champs « intendant des jardins », Robert entreprend de faire assécher, à ses frais, les marécages et de métamorphoser la « friche affreuse » décrite par Thomas du Fossé en riant vallon. Il partage son temps entre la prière, les occupations du verger et les travaux intellectuels. Dans cette pieuse thébaïde, il ne rompt jamais tout à fait avec le monde, où il retourne parfois pour ses affaires ; il reçoit également, dans le pavillon qu’il occupe non loin du bâtiment des Granges, nombre d’amis du dehors : les Liancourt, la duchesse de Chevreuse, la Grande Mademoiselle et Madeleine de Scudéry viennent par exemple lui rendre visite. L’auteur de La Clélie ne manque pas de tracer son portrait dans son roman, le peignant sous les traits de Timante.
Cette conversion du mondain en ermite ne laisse pas de surprendre. Elle suscite d'abord une certaine méfiance des Solitaires eux-mêmes, et il semble vivre à l'écart de leur compagnie même. À la Cour, c'est la raillerie qui l'emporte : « Nous faisions la guerre au bonhomme d'Andilly, qu'il avoit plus d'envie de sauver une âme qui étoit dans un beau corps qu'une autre » écrit Madame de Sévigné, qui se souvient du goût de Robert Arnauld pour les jolies femmes.

### Le traducteur
La retraite d’Arnauld d’Andilly à Port-Royal des Champs, vers 1645, est aussi une retraite poétique : s’il n’abandonne jamais l’écriture, il réserve son talent aux traductions, et passe rapidement maître dans cet art. L’on connaît bien sa version des Confessions d’Augustin, qui continue de faire autorité, mais il procure aussi en français Vie des Pères du Désert, les œuvres de Thérèse et Jean d’Avila, l’Échelle sainte de saint Jean Climaque, et l’Histoire des Juifs de Flavius Josèphe. Il laisse encore des Mémoires destinés à ses enfants.
Malgré cette prédilection pour la prose qui marque sa retraite, d’Andilly ne renie pourtant jamais son passé de poète : admiré par tous les Solitaires, laissant régulièrement rééditer ses Œuvres chrétiennes par son ami Pierre Le Petit, dispensant volontiers des conseils, il met la main à la grande anthologie en trois volumes conçue par les Messieurs à des fins pédagogiques et publiée pendant la paix de l’Église. Jean de La Fontaine, avec qui d’Andilly était lié, accepte de mettre son nom en tête de ce florilège pieux, et, deux ans plus tard, versifie la vie de saint Marc qu’avait traduite le patriarche des Solitaires : c’est dire en quelle estime est tenu, jusqu’à la fin de ses jours, le patriarche des Solitaires.

### Le Frondeur

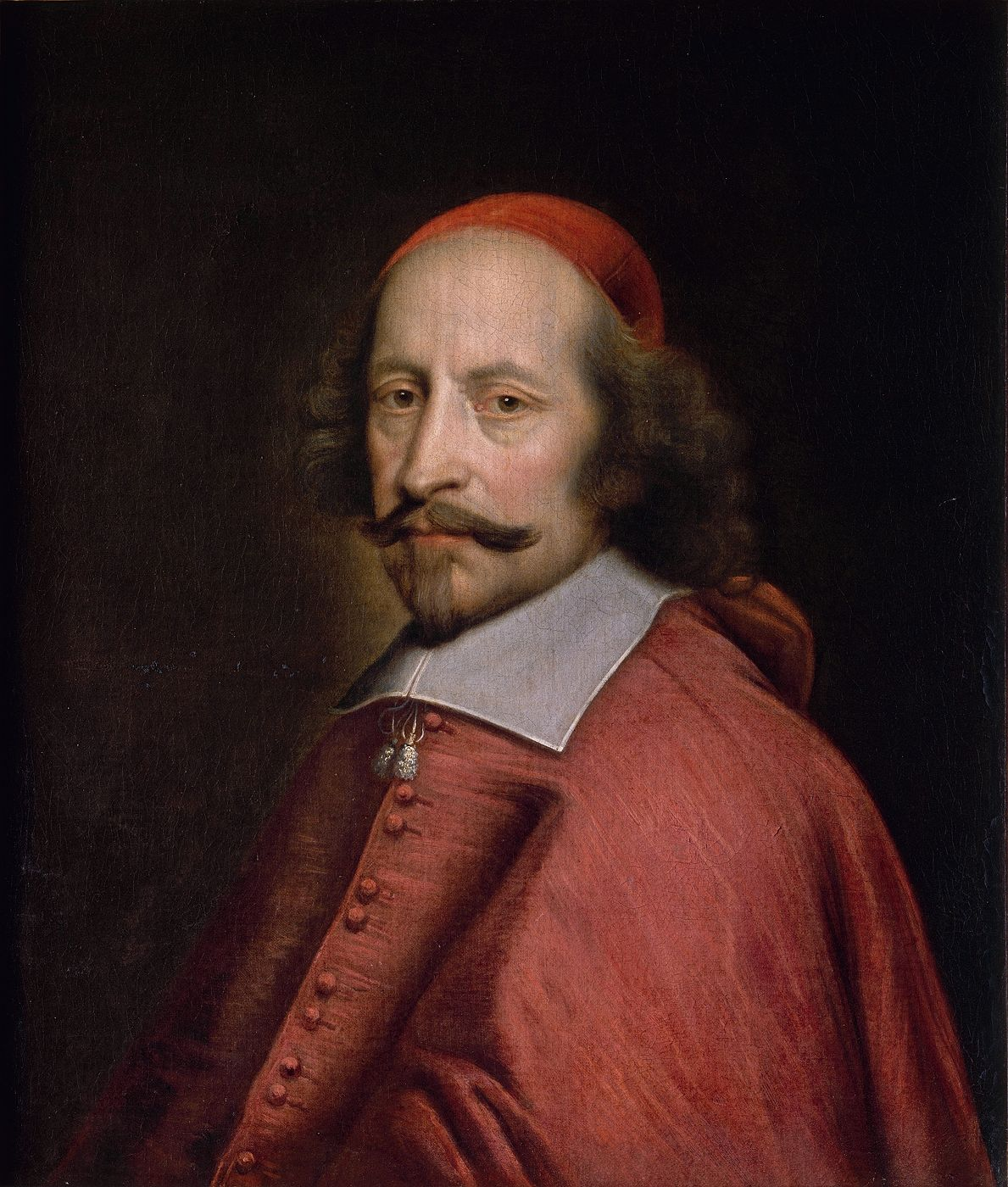
Portrait du cardinal Mazarin, par Pierre Mignard. Huile sur toile, Musée Condé, Chantilly

Durant l'été 1649, Robert Arnauld publie anonymement une mazarinade, c’est-à-dire un pamphlet contre le cardinal Mazarin, intitulée Advis d'Estat à la Reyne. Il s'y montre partisan d'une monarchie libérale, défend les parlements, appelle à la réforme de la fiscalité et de son système de recouvrement, dans des termes qui rappellent son Mémoire pour un souverain de 1643. Son expérience des finances du royaume est mise à profit dans ce pamphlet.
En juin 1652 paraît une nouvelle mazarinade, d'une grande qualité littéraire, intitulée La vérité toute nue, ou Advis sincère et désintéressé sur les véritables causes de l’Estat et les moyens d’y apporter le remède. Elle est anonyme, mais l’auteur se désigne d’un je d’autant plus insistant qu’en une vingtaine de pages, il ne cite aucune autorité, aucun auteur, aucune locution latine.
Elle circule d’abord sous une forme manuscrite, puis imprimée dès le mois d’août, sans doute par l’éditeur Jean Rousse. Quoiqu'elle ait longtemps été attribuée au père Faure, confesseur de la Reine, son véritable auteur semble bien être Robert Arnauld d’Andilly. Tout en s’attaquant violemment, l’un après l’autre, à l’ensemble des acteurs de la Fronde, Mazarin, Condé, Retz, Beaufort, Orléans, la Reine-Mère, le Parlement de Paris, Broussel, l’auteur se prononce finalement pour le retour de la reine à Paris, fût-ce aux côtés de Mazarin. Contrairement à ce qu'il écrivait dans Advis d'Estat à la Reyne, il attaque sévèrement la lâcheté du Parlement.
Arnauld d'Andilly dénonce, avec une solide connaissance des acteurs du conflit, leurs collusions d’intérêt et leurs jeux cyniques. Mais plus encore, il s’attaque aux milieux financiers, intendants et surintendants, parlementaires et contrôleurs, qui ont dissipé les finances publiques, et ne se prive pas d’en citer les noms. Il y développe l'idée que la guerre civile que connait le royaume est un châtiment divin, idée qu'il avait déjà ébauchée en 1642 dans ses Stances sur diverses vérités chrétiennes.
L’historien Christian Jouhaud, qui a étudié le texte, y voit une rupture dans le discours des mazarinades, non dans le ton ou dans la radicalité politique, mais dans l’extériorité du point de vue : « sortie est le geste instaurateur de la liberté. Cette liberté est hors institutions, hors de la constellation des rapports sociaux, des liens de dépendance et de fidélité, hors du collectif ». On peut mesurer l'impact de La vérité toute nue aux trois réfutations qui lui sont immédiatement consacrées, ainsi qu'aux allusions qu'y font d'autres mazarinades. Plusieurs manuscrits démontrent que quelques personnes connaissaient l'identité de son auteur, dont une réponse intitulée Avis charitable au sieur Arnaut Dandilly sur une de ses pieces intitulée la verité tout nue, qui ne semble pas avoir connu de version imprimée.
Robert Arnauld d’Andilly n’est pas le seul janséniste investi dans la Fronde, quoique la question des liens précis entre les deux mouvements fasse l’objet de discussions historiques. Leurs adversaires jésuites ont mis à profit l’idée d’une alliance entre jansénistes et ennemis du roi, en assurant qu’ils s’étaient alliés à Oliver Cromwell, le révolutionnaire puritain anglais.

### Le spécialiste des arbres fruitiers

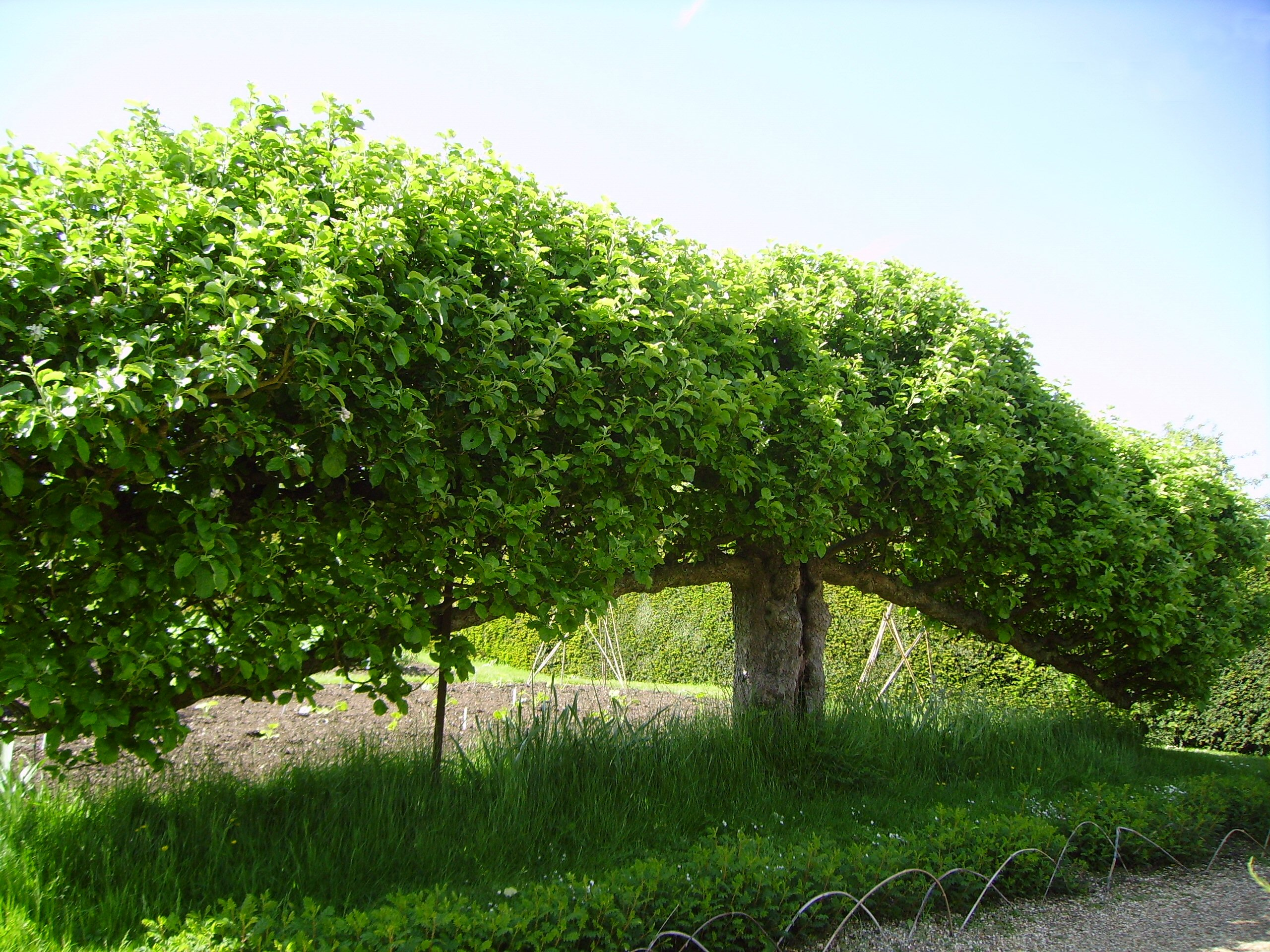
Exemple de taille d'arbre fruitier en espalier, dont Robert Arnaud d'Andilly était un spécialiste.

Le goût de Robert Arnauld d’Andilly pour les arbres fruitiers était notoire : Tallemant des Réaux se moquait des trois cents sortes de poires, pour la plupart immangeables, qu’il cultivait sur sa terre d’Andilly. Il se faisait surnommer le surintendant des jardins de Port-Royal. Au demeurant, il avait coutume d’envoyer des paniers de fruits de grande rareté et de grandes qualités à ses correspondantes.

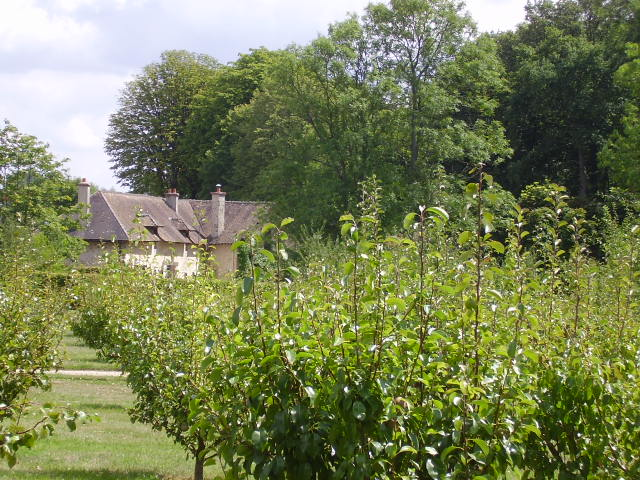
Le verger de Port-Royal-des-Champs.

La pratique de la sylviculture est généralement considérée comme une activité monastique, en raison des liens théologiques qui font du jardin terrestre une métaphore du jardin d'Éden. Robert Arnauld d'Andilly aurait dit lui-même, à propos de Port-Royal des Champs : « S'il y avait un paradis en terre, il serait hors de mon pouvoir d'imaginer qu'il fût ailleurs ». Elle s’inscrit également, dans l’entourage de Port-Royal des Champs, dans le contexte d’activité sylvicole en l’Île-de-France. Mais dans La manière de cultiver les arbres fruitiers, elle apparaît comme une activité noble, licite pour un gentilhomme, en raison de ses liens avec la généalogie. Non seulement la métaphore de l’arbre généalogique, mais aussi le choix savant des greffons, la conduite et l’éducation des jeunes arbres, font écho aux valeurs nobiliaires du XVIIe siècle. Les liens sont nombreux, jusque dans le vocabulaire employé, avec l’élevage des chevaux, activité noble par excellence. Enfin, la recherche de produits de qualité pour la table contribue à faire des fruits des éléments d’un savoir-vivre aristocratique.
En 1652 paraît un livre intitulé La Manière de cultiver les arbres fruitiers, publié sous le nom d’Antoine Legendre, curé d’Hénonville. Bien que ce personnage existe réellement, l’ouvrage a été attribué dès 1677 à l’abbé de Pontchâteau, et ce n'est qu'en 1716 que le nom de Robert Arnauld d’Andilly fut proposé pour la première fois. À partir du XIXe siècle, seule l'attribution à d'Andilly demeure, qui n'est plus remise en cause. Or, La Manière de cultiver les arbres fruitiers est, avec le Jardinier françois de Nicolas de Bonnefons, sorti des presses l’année précédente, le premier livre de sylviculture publié au XVIIe siècle. Il inaugure une longue série d’ouvrages sur le sujet, dans lesquelles il sera fréquemment cité en référence, au moins jusqu’à la publication posthume de l’Instruction pour les jardins fruitiers et potagers de La Quintinie, en 1690. Le succès de La Manière de cultiver les arbres fruitiers se mesure à la quinzaine de rééditions qu’elle connaît.
À la fois pour des raisons de forme et de contenu, cette attribution à d'Andilly est réfutée par Sylvain Hilaire et Rémi Mathis et n'est plus considérée comme acceptable par les historiens. Cela n'empêche pas d'Andilly d'être toujours regardé comme un des pères de la pomologie française et un des grands jardiniers du XVIIe siècle.

## Les derniers combats (1653-1673)

### La condamnation du Jansénisme

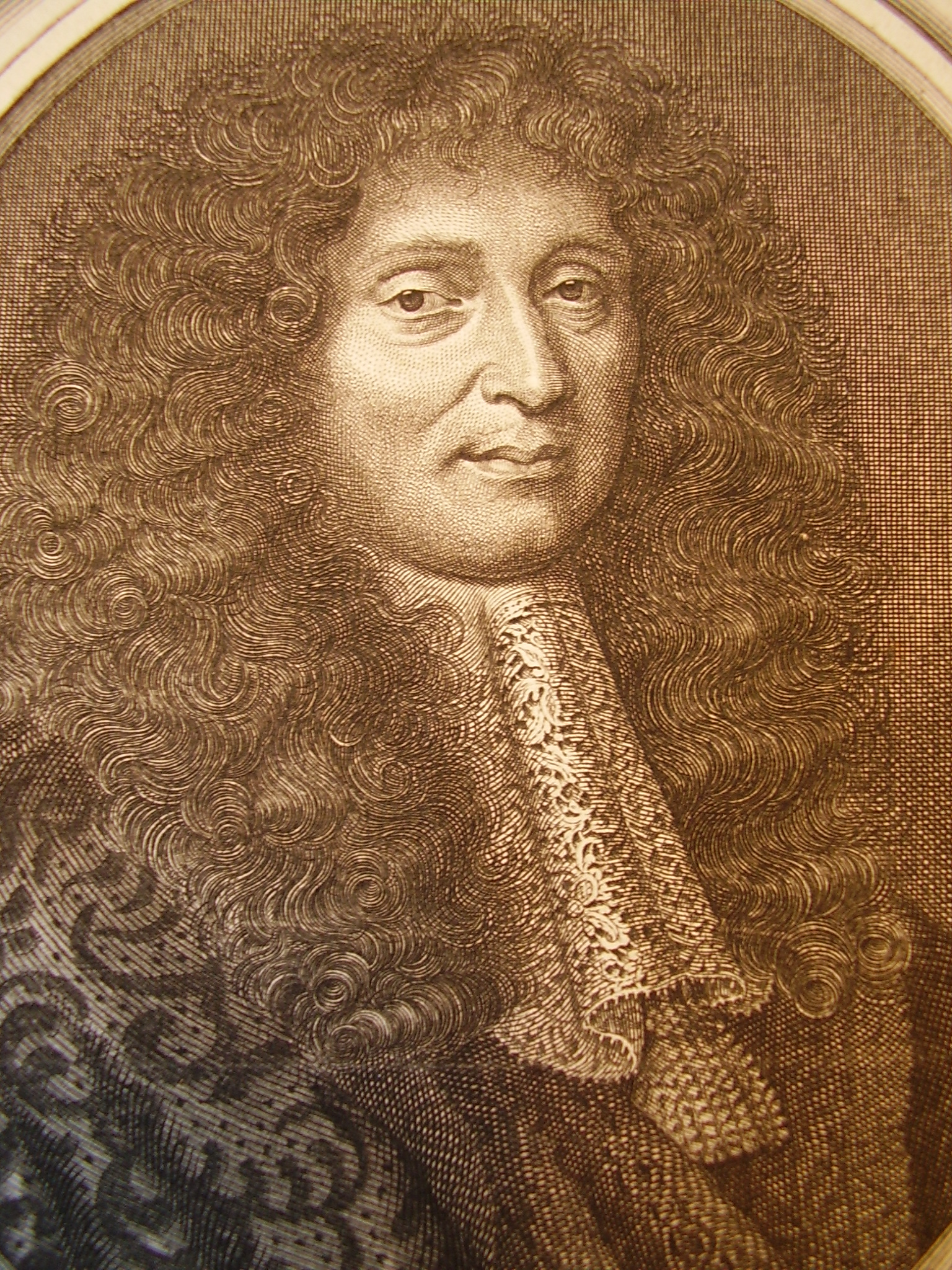
Simon Arnauld de Pomponne (1618-1699), fils de Robert Arnauld d'Andilly. portrait par Nicolas de Larmessin (entre 1672 et 1679).

L’Église, à travers la bulle Cum occasione (1653), prend clairement position contre le jansénisme et exige de tous les membres du clergé la signature d’un formulaire portant condamnation de cinq propositions attribuées à Jansénius.
L'abbé de Bourzeis, un janséniste proche de Mazarin, échoue à persuader le Cardinal que Port-Royal ne représente pas un danger. Il prévient alors les Messieurs, qui songent d'abord à déléguer Antoine Singlin auprès du ministre, avant de se décider pour Robert Arnauld. Via la Duchesse de Chevreuse, il entame alors une longue correspondance secrète avec Mazarin. Ce dernier a fait recevoir, dès le mois de juillet 1653, la bulle papale condamnant les cinq propositions attribuées à Jansenius ; il espère, par ce geste, se concilier le Saint-Père, qui favorise ses adversaires espagnols, et en France même, les anciens chefs de la Fronde, le cardinal de Retz et le prince de Condé. Mais, déçu de l'attitude de Rome, il décide d'en savoir plus sur ce qui se trame chez les Jansénistes. Claude Auvry, évêque de Coutances, lui sert d'intermédiaire auprès de Robert Arnauld ; leur correspondance, toujours secrète, se poursuivra jusqu'en 1659.
C'est ainsi que Robert Arnauld intervient auprès de Mazarin pour défendre Roger du Plessis-Liancourt, duc de La Roche-Guyon, à qui l'abbé Picoté, prêtre de Saint-Sulpice, refuse l'absolution en raison de ses sympathies jansénistes. Pour protéger son frère Antoine, il endosse la publication de sa Lettre à une personne de condition, qui traite de cette question théologique. Mazarin lui fait savoir, par l'intermédiaire de Claude Auvry, que les Messieurs de Port-Royal n'ont rien à craindre, et l'incite discrètement à exposer son point de vue sur ce sujet. Ce sera l'objet de la Seconde lettre à un duc et pair de France - celle-là même qui vaudra à Antoine d'être condamné en Sorbonne et être déchu de son titre de docteur (1656) ; des billets griffonnés à la hâte montrent que l'aîné a assisté personnellement aux débats. Malgré des échanges presque quotidiens avec le Cardinal-ministre, Robert Arnauld voit avec douleur les Messieurs dispersés (1656), et lui-même doit se retirer sur sa terre de Pomponne. Trois ans plus tard, alors que la rumeur publique propage le bruit que les jansénistes complotent pour empêcher la paix entre la France et l'Espagne, la reine s'oppose à ce que Simon Arnauld reçoive la charge de chancelier du duc d'Anjou, signe de disgrâce pour son père. La reine elle-même écrit à Robert Arnauld d'Andilly qu'il reviendrait en grâce si lui et ses amis signaient le Formulaire. Enfin, en 1660, ce sont les petites Écoles qui sont fermées.
Le 26 août 1664, revenu en hâte à Paris, il tente inutilement de dissuader l’archevêque Péréfixe de procéder à l’enlèvement de douze moniales, proscrites et exilées parce qu’elles refusaient de signer le Formulaire. Parmi celles-ci se trouvaient trois de ses filles, dont la mère Angélique de Saint-Jean.

### Retour à Pomponne

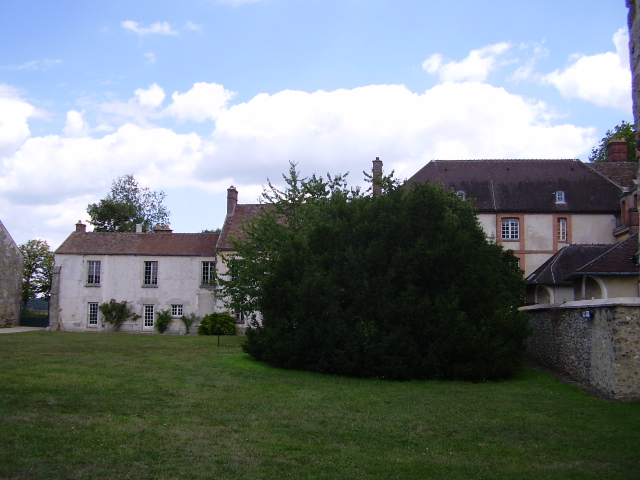
La maison des Solitaires à Port-Royal des Champs.

À la suite de cet épisode, il reçoit l’ordre de se retirer à Pomponne ; il doit se soumettre et quitter une nouvelle fois Port-Royal des Champs, cette fois pour plusieurs années. La relégation est douce, dans ce domaine qu’il aime et où il vit entouré de ses petits-enfants.
À la demande de son fils, il rédige entre 1666 et 1667 ses Mémoires destinés à faire connaître sa vie et celle de ses ancêtres à ses petits-enfants. Les vies exemplaires de ses oncles, de ses neveux solitaires, de son fils même, se répondent afin de former une galerie de portraits exemplaires et une voie à suivre. Au-delà de leur visée pédagogique, ces mémoires permettent surtout à d'Andilly de recomposer l'histoire familiale afin de donner à voir la vertu des Arnauld et de s'opposer aux calomnies pouvant circuler sur leur compte.
La paix de l'Église, en 1669, illumine ses dernières années : il fait une apparition remarquée à Versailles en septembre 1671 ; il a la joie de voir son fils Simon Arnauld de Pomponne accéder au rang de ministre et de secrétaire d’État (1672), et retrouve Port-Royal des Champs en 1673, quelques mois avant d’y mourir le 27 septembre 1674, âgé de quatre-vingt-cinq ans.
Il est des individus dont l’existence est paradoxale : Arnauld d’Andilly est de ceux-là. Mondain et solitaire, ami de François de Sales et de Saint-Cyran aussi bien que de Mme de Rambouillet, il fut, selon la formule piquante de Cécile Gazier, un « courtisan anachorète ».

## Publications

### En français
- Stances pour Jésus-Christ, Paris, E. Martin, 1628.
- Poème sur la vie de Jésus-Christ, Paris, Jean Camusat, 1634
- Stances sur diverses vérités chrétiennes, Paris, Veuve Jean Camusat, 1642.
- Traduction d'un discours de la réformation de l'homme intérieur. Ou sont establis les veritables fondemens des vertus chrestiennes… prononcé par Cornelius Janssenius… [traduction du Latin par Arnauld d'Andilly], Paris, Vve J. Camusat, 1642, 99-vi p., in-12 (en ligne sur Gallica).
- Œuvres chrétiennes, Paris, Veuve Jean Camusat et Pierre Le Petit, 1644.
- Les Confessions de St Augustin, traduites en français par M. Arnauld d'Andilly, Paris, Vve J. Camusat & P. Le Petit, 1649, in-8o (lire en ligne l'édition de Bruxelles, 1773).
- Advis d'Estat à la Reyne, sur le gouvernement de sa regence, [signé à la fin : Le Solitaire. Du Desert, le 1. février 1649], s.l.s.n., 1649, 30 p. in-4°.
- La manière de cultiver les arbres fruitiers. Par le Sieur Le Gendre, curé d'Hénonville. Où il est traité des pepinieres, des espaliers, des contr'espaliers, des arbres en buisson, & à haute tige, Paris, Nicolas Le Gras, 1652, xxviii-282-ii p. in-12 (réédition : Réunion des musées nationaux, 1993).
- Les vies des Saints Pères des déserts et de quelques Saintes, escrites par des Pères de l'Église et autres anciens auteurs ecclésiastiques Grecs et Latins, traduites en François par M. Arnauld d'Andilly, Paris, Pierre le Petit & Antoine Vitré, 1653, 2 vol. in-4°.
- L'Échelle sainte, ou les degrés pour monter au Ciel, composés par S. Jean Climaque, et traduit du grec en français par Arnauld d'Andilly, Paris, Pierre le Petit, 1654, in-12.
- Les sept méditations de S. Therèse sur le Pater. Dix-sept autres méditations qu'elle a écrites après ses communions. Avec ses avis, ou sentences chrétiennes… Traduites de nouveau en françois (par Arnauld d'Andilly). Et imprimez en suite en espagnol, Paris, Le Petit, 1660, 1 vol., in-16.
- Vies de plusieurs Saints illustres de divers siècles, choisies et trad. par Arnaud d'Andilly, Paris, P. le Petit, 1665, 2 vol. in-8o. Google Books
- Histoire des Juifs, écrite par Flavius Joseph sous le titre d'Antiquités judaïques, traduite par Arnauld d'Andilly, Paris, Pierre Le Petit, 1667, xvi-772 p.
- Histoire de la Guerre des Juifs contre les Romains et sa vie écrite par luy-mesme. Réponse a Appion. Martyre des Machabées. Avec ce que Philon a escrit de son Ambassade vers l'Empereur Caius Caligula. Traduite du grec par Monsieur Arnauld d’Andilly. Paris, Pierre Le Petit, 1668.
- Thérèse d'Avila, Vie. Fondations faites par sainte Thérèse de plusieurs monastères / de la traduction de M. Arnauld d'Andilly…, Paris, P. Le Petit, 1670, (en ligne sur Gallica).
- Traité du chemin de perfection écrit par sainte Terèse, et quelques petits traitez de la mesme Sainte, savoir : Méditations sur le Pater noster, Méditations après la communion, Advis à ses religieuses. Traduit par M. Arnauld d'Andilly, Paris, P. Le Petit, 1670 (en ligne sur Gallica).
- Saint Eucher, S. Eucher du mépris du monde. De la traduction de M. Arnauld d'Andilly, Paris, P. Le Petit, 1672, 83 p., in-12 (en ligne sur Gallica).
- Instructions chrétiennes tirées des lettres de l'abbé de St Cyran, Paris, s.n., 1672, in-8o.
- Les Œuvres du bienheureux Jean d'Avila docteur et prédicateur espagnol surnommé l'Apostre de l'Andalousie. trad. de M. Arnaud d'Andilly, Paris, Pierre Le Petit, 1673, 2 vol. in-f°, 510-761 pp.
- Œuvres diverses, Paris, Pierre Le Petit, 1675, 3 vol.
- Histoire de l'Ancien Testament tirée de l'écriture sainte, Paris, Le Petit, 1675.
- Lettres de monsieur Arnauld d’Andilly, Paris, Charles Osmont, 1680.
- Mémoires de Messire Robert Arnauld d'Andilly, écrits par lui-même, édités par Claude-Pierre Goujet, Hambourg, A. Vandenhoeck, 1734. Voir également : Mémoires (1610-1656), Collection des mémoires relatifs à l'histoire de France : depuis l'avènement de Henri IV jusqu'à la paix de Paris, vol. 33, Paris, Foucault, 1824, 417 p., in-8o (Tome I et Tome II en ligne sur Gallica).

### En latin
- Historia et concordia evangelica. Opera & studio theologi parisiensis, Paris, Charles Savreux, 1653, xxvi, 445 p., in-12. Frontispice d'Eustache Le Sueur gravé par Robert Nanteuil.
- Arnauld d'Andilly, poematia varia gallica, latinis versibus reddita, a Petro Bastidaeo Tausiano. Cujus et alia quoque opera singulari studio collegit et adjunxit J. T. de Lupée du Garrané, [Toulouse], veuve Arnaud Colomiez, 1667, 335 p., 12°.

### Correspondance
- Rémi Mathis, Le Solitaire et le Ministre. Autour de la correspondance Arnauld d'Andilly : Arnauld de Pomponne, Paris, Éditions Nolin, coll. « Univers Port-Royal » (no 21), juillet 2012, 272 p. (ISBN 978-2-910487-40-9, BNF 42684407)Édition scientifique de la correspondance avec son fils, ambassadeur et secrétaire d'État des Affaires étrangères, Arnauld de Pomponne. Texte remanié d'une thèse d'établissement, présentée en 2007 à l'École nationale des chartes, pour le diplôme d'archiviste-paléographe.
- Philippe-Emmanuel de Monmerqué, Mémoires de M. de Coulanges, suivis de lettres inédites de madame de Sévigné, de son fils, de l'abbé de Coulanges, d'Arnauld d'Andilly, d'Arnauld de Pomponne, de Jean de la Fontaine et d'autres personnages du même siècle, Paris, J.-J. Blaise, 1820, 512 p. (lire en ligne).

## Sources
- Rémi Mathis, Le Solitaire et le Ministre. Autour de la correspondance Arnauld d'Andilly : Arnauld de Pomponne, Paris, Éditions Nolin, coll. « Univers Port-Royal » (no 21), juillet 2012, 272 p. (ISBN 978-2-910487-40-9, BNF 42684407)
- Cécile Gazier, Ces Messieurs de Port-Royal, Perrin, 1932.
- J. Lesaulnier et A. Mc Kenna (dir.), Dictionnaire de Port-Royal, Paris, Éditions Honoré Champion, 2004 (ISBN 978-2-7453-1050-7, LCCN 2006501381).
- Paule Jansen, Arnauld d’Andilly, défenseur de Port-Royal (1654-1659), Paris, Vrin, 1973.
- Achille-Edmond Halphen, Journal inédit d’Arnauld d’Andilly (1614-1620), Paris, Techener, 1857 (En ligne sur Gallica).